# Кокошево
Кокошево (пол. Kokoszewo, нім. Gerthen) — село в Польщі, у гміні Біштинек Бартошицького повіту Вармінсько-Мазурського воєводства.
Населення — 29 осіб (2011).
У 1975-1998 роках село належало до Ольштинського воєводства.

## Демографія
Демографічна структура станом на 31 березня 2011 року:
|          | Загалом | Допрацездатний вік | Працездатний вік | Постпрацездатний вік |
| -------- | ------- | ------------------ | ---------------- | -------------------- |
| Чоловіки | 9       | 1                  | 6                | 2                    |
| Жінки    | 20      | 11                 | 6                | 3                    |
| Разом    | 29      | 12                 | 12               | 5                    |